# لاورن یلنکوویچ
لاورن یلنکوویچ (انگلیسی: Lauren Jelencovich؛ زاده ) یک موسیقی‌دان اهل ایالات متحده آمریکا است.